# Sonja Pool
Sonja Pool es una deportista neerlandesa que compitió en taekwondo. Ganó una medalla de oro en el Campeonato Europeo de Taekwondo de 1980 en la categoría de +67 kg.

## Palmarés internacional
| Campeonato Europeo | Campeonato Europeo     | Campeonato Europeo | Campeonato Europeo |
| Año                | Lugar                  | Medalla            | Categoría          |
| ------------------ | ---------------------- | ------------------ | ------------------ |
| 1980               | Copenhague (Dinamarca) | Medalla de oro     | +67 kg             |